# Aitareya-Upanishad
Die Aitareya-Upanishad (Sanskrit ऐतरेय उपनिषद् Aitareya Upanishad  f. oder auch ऎतरेयोपनिषत् – aitareyopaniṣhad) ist eine der früheren prinzipiellen (mukhya – मुख्य) Upanishaden des Hinduismus. Im aus 108 Upanishaden bestehenden Muktika-Kanon (muktikā – मुक्तिका) wird sie an achter Position geführt. Sie ist Teil des Rigvedas (ṛgveda – ऋग्वेद). Ihr Entstehungsdatum ist unsicher, sie wird aber in Indien meist dem 6. oder 5. vorchristlichen Jahrhundert zugewiesen und ist somit vorbuddhistisch.

## Etymologie

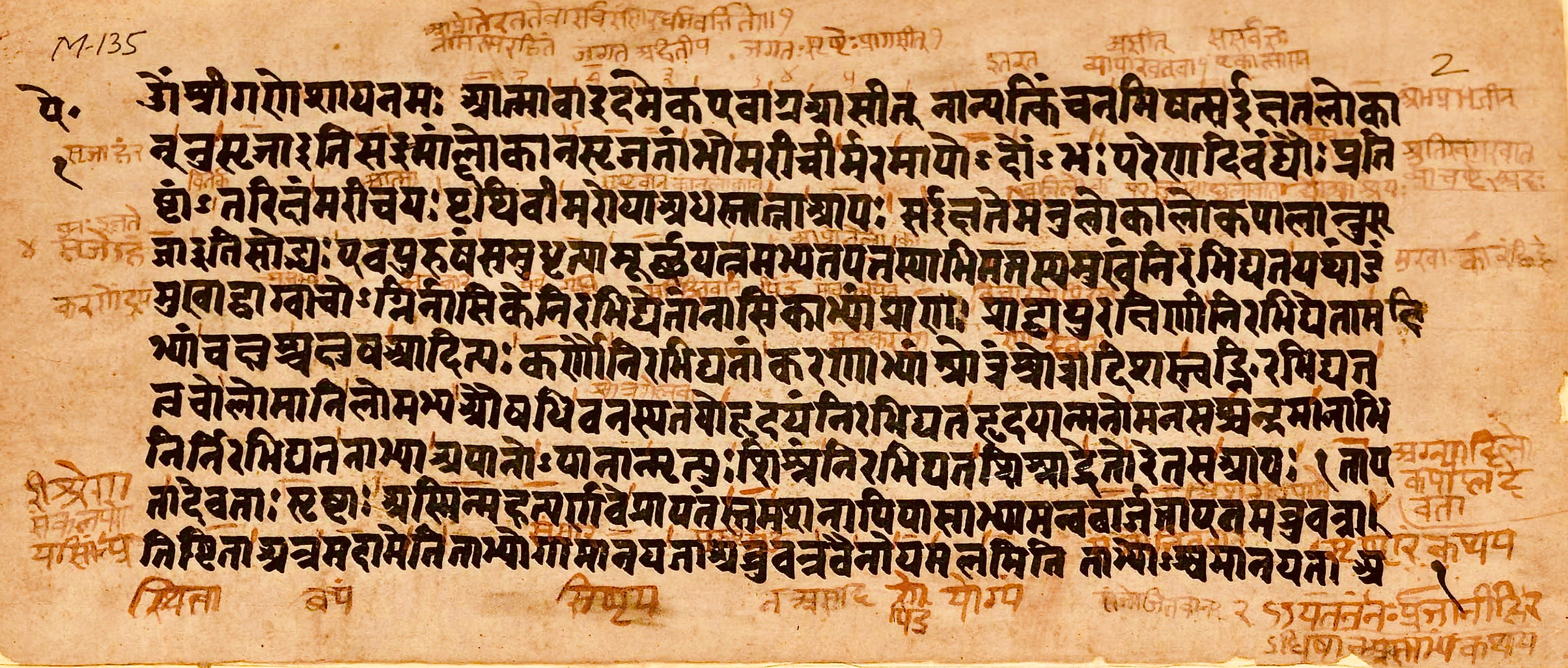
Manuskriptseite der Aitareya-Upanishad

Die Bezeichnung Aitareya ist von Mahīdāsa Aitareya (महीदास ऐतरेय) abgeleitet, der die Upanishade verfasst hat. Aitareya geht aus aitara (ऐतर) hervor – das Adjektiv von itara (इतर). Itarā (इतरा – die andere) war angeblich die Mutter von Aitareya.

## Einführung
Die Aitareya-Upanishad ist in die Aitareya-Aranyaka eingebettet und bildet im zweiten Buch der Aranyaka das vierte, fünfte und sechste Kapitel. Die Aitareya-Aranyaka stellt eine der vier Strata des Rigvedas dar.
Die Aitareya-Upanishad behandelt drei philosophische Themen. Zuerst behauptet sie, dass die Welt und der Mensch aus der Schöpfung des Universellen Selbsts – des Atmans – hervorgegangen ist. Sodann stellt sie die Theorie auf, dass der Atman durch eine dreifache Geburt hindurchgeht. Sie schlussfolgert, dass das Bewusstsein die Essenz des Atmans darstellt.
Die Erfahrung belehrt uns, dass Veränderungen nur gegenüber einem unveränderten Hintergrund wahrgenommen werden. Strömende Gewässer haben ein festes, bewegungsloses Flussbett. Der fahrende Zug bewegt sich auf einer festen, ruhenden Unterlage. Dem vergleichbar ist unsere Umwelt einem laufenden Wandel unterworfen, jedoch verleiht gerade diese Permanenz des Wandels unserer Umwelt eine illusionäre Beständigkeit. Dieses Phänomen dauerhaften Wandels bedingt somit etwas Unwandelbares im Hintergrund. Die Aitareya-Upanishad untersucht wie viele andere vedische Schriften die Existenz und die Natur dieses permanenten Absoluten.

## Aufbau
Die Aitareya-Upanishad ist eine relativ kurze Upanishade, die in Prosa gehalten ist. Sie gliedert sich in drei Lektionen (adhyāya – अध्याय) mit insgesamt 33 Versen (Mantras). Das erste Teilstück (Khaṇḍa – खण्ड) der ersten Lektion enthält 4 Verse, das zweite Teilstück 5 Verse, das dritte Teilstück 14 Verse. Die zweite Lektion umfasst 6 Verse und die dritte Lektion 4 Verse.

## Inhalt
Die Aitareya-Upanishad beginnt mit einer Friedensformel, einem Śāntipāṭhā (शान्तिपाठा):

“वाङ् मे मनसि प्रतिष्ठिता मनो मे वाचि प्रतिष्ठितमाविरावीर्म एधि ॥ वेदस्य म आणीस्थः श्रुतं मे मा प्रहासीरनेनाधीतेनाहोरात्रान् सन्दधाम्यृतं वदिष्यामि सत्यं वदिष्यामि ॥ तन्मामवतु तद्वक्तारमवत्ववतु मामवतु वक्तारमवतु वक्तारम् ॥
॥ ॐ शान्तिः शान्तिः शान्तिः॥”

„vāṅ me manasi pratiṣṭhitā mano me vāci pratiṣṭhitam-āvir-āvīrma edhi .. vedasya ma āṇīsthaḥ śrutaṃ me mā prahāsīr-anenādhītenāhorātrān-sandadhāmy-ṛtaṃ  vadiṣyāmi satyaṃ vadiṣyāmi .. tanmāmavatu tadvaktāram-avatv-avatu māmavatu vaktāram-avatu vaktāram
oṃ śāntiḥ śāntiḥ śāntiḥ“

„Möge meine Rede im Geist ruhen, möge mein Geist in meiner Rede Ausdruck finden ! Oh selbstleuchtendes Brahman, zeige dich mir. Sollen Geist und Rede mir helfen, die in den Schriften geoffenbarte Wahrheit zu begreifen. Lass mich das Gelernte nicht vergessen. Lass mich Tag und Nacht studieren. Denke ich die Wahrheit ? Rede ich die Wahrheit ? Beschützt mich die Wahrheit ? Beschützt sie den Lehrer ? Beschütze mich. Beschütze den Lehrer, beschütze den Lehrer.
Om. Friede. Friede. Friede.“

### 1. Adhyaya

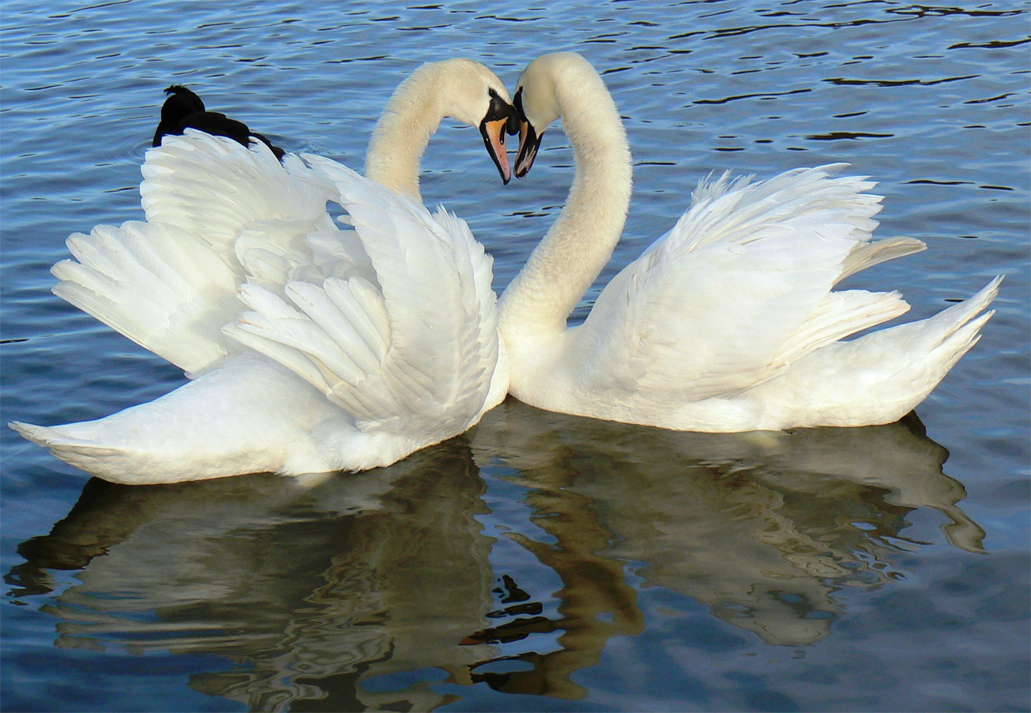
Der Schwan (Haṃsa – हंस) ist ein Symbol für Brahman-Atman in der hinduistischen Ikonographie

In der ersten Lektion der Aitareya-Upanishad wird vorangestellt, dass der Atman ganz allein vor der Erschaffung des Universums existierte. Dieser Atman, der das Selbst bzw. das Innere Selbst versinnbildlicht, geht dann daran, vermittels Wärme, alles nur denkbare aus sich selbst heraus zu manifestieren. Laut der Upanishade hat der Atman das Universum in mehreren Abschnitten erschaffen. Zuerst erschienen vier Entitäten: mit Regenwasser erfüllter Raum (ambhas – अम्भस्), Erde und Sterne (mara – मर), die Lichtregion (marīci – मरीचि) und die Urwasser (Apas – अपस्). Nachdem diese manifestiert waren gesellte sich das kosmische Selbst mit seinen acht Psychen/Prinzipien hinzu – hierunter die Sprache, das Einatmen, das Sehen, das Gehör, Haut und Haar, der Geist, das Ausatmen und die Fortpflanzung. Zu diesen acht Psychen/Prinzipien schuf der Atman sodann die passenden acht Wächter.
Sodann entstanden die verknüpfenden Prinzipien Hunger und Durst, wobei vermittels der Verdauung (apāna – अपान) alles von allem anderen abhängig wurde. Erst danach entstand der Mensch, der ohne sein Selbstverständnis und seinem Atman nicht existieren konnte. Dieses Selbstverständnis ließ ihn jedoch über sich selbst nachdenken, so dass er zu folgendem Schluss kam: Ich bin mehr als meine Sinnesfähigkeiten, ich bin mehr als mein Verstand und ich bin mehr als mein Geschlechtstrieb. Und so fragte er:

“कोऽहमिति”

„ko'hamiti“

„Wer bin ich denn ?“

Paul Deussen fasst den 1. Adhyaya wie folgt zusammen:

„Zugrundeliegende Idee dieses 1. Adhyayas ist die Sichtweise der Welt als Schöpfung, in der als höchste Manifestation der Mensch den Atman repräsentiert – der auch als Brahman (Universelles Bewusstsein) bezeichnet wird.“

#### 1. Khanda – Erschaffung des Virats, der kosmischen Person

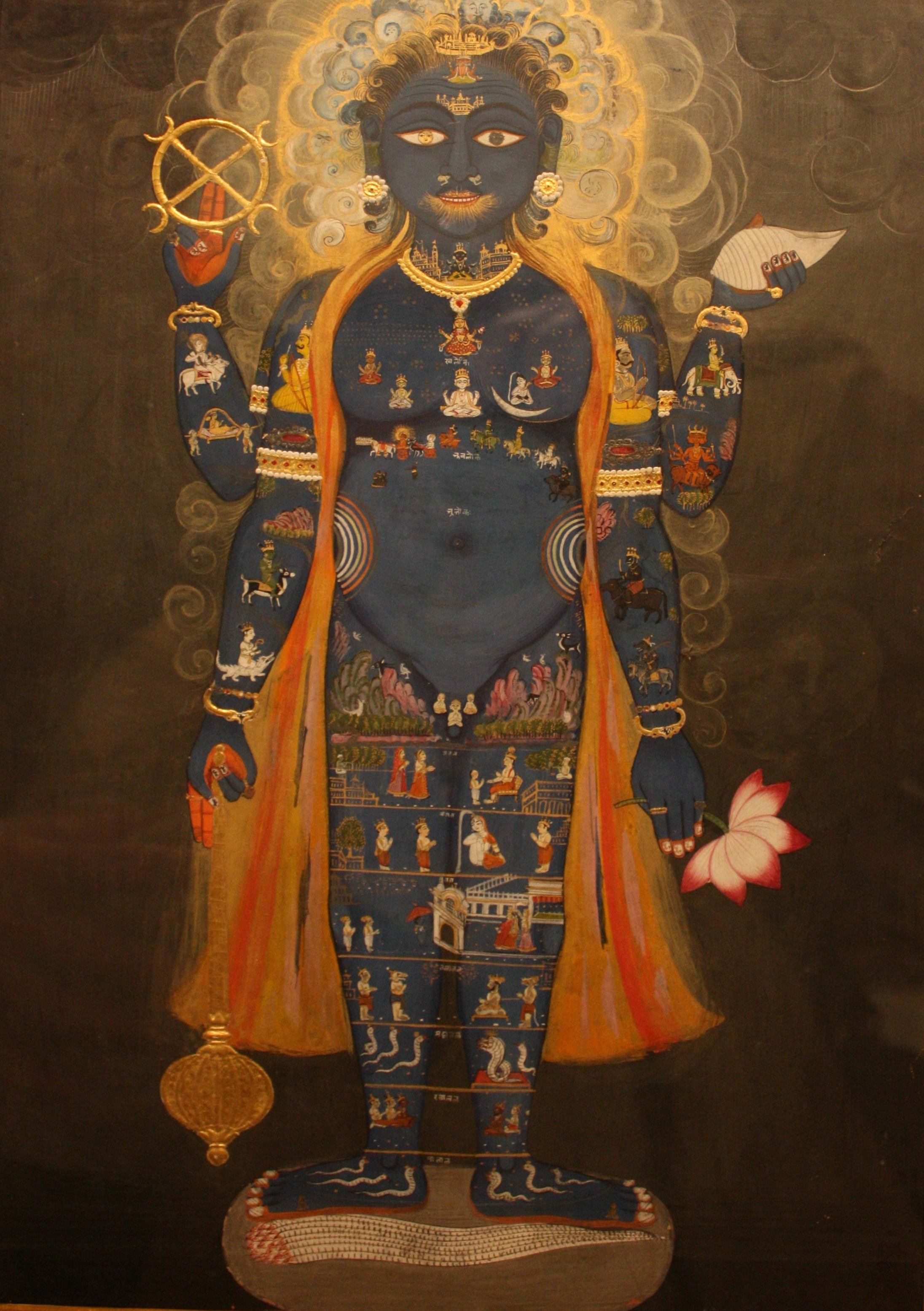
Vishnu als kosmischer Mensch

“ॐ आत्मा वा इदमेक एवाग्र आसीन्नान्यत्किञ्चन मिषत् मिषत् । स ईक्षत लोकान्नु सृजा इति ॥ १ ॥”

„oṃ ātmā vā idameka evāgra āsīnnānyatkiñcana miṣat – sa īkṣata lokānnu sṛjā iti“

„Om. Das Selbst in der Tat ist dieses hier – einzig und zuerst. Kein anderes Glitzern war zu sehen. So dachte er: lass mich die Welten aussenden !“

Die Schöpfungsgeschichte in der Aitareya-Upanishad setzt ein, als nichts außer Bewusstsein vorhanden war. Dieses individuelle Bewusstsein – auch als Atman, Dieser Eine oder Absolutes Bewusstsein bezeichnet – wollte eine Welt der Vielfalt und der Relativität erschaffen. Die Schöpfung beruht somit auf Willensstärke (des Purushas bzw. Virats – विराट् – virāṭ, manifestiert in der gesamten Schöpfung durch seine Tapas).

“स इमाँल्लोकानसृजत । अम्भो मरीचीर्मापोऽदोऽम्भः परेण दिवं द्यौः प्रतिष्ठाऽन्तरिक्षं मरीचयः । पृथिवी मरो या अधस्तात्त आपः ॥ २ ॥”

„sa imāṃllokānasṛjata – ambho marīcīrmaramāpo’do’mbhaḥ pareṇa divaṃ dyauḥ pratiṣṭhā’ntarikṣaṃ marīcayaḥ – pṛthivī maro yā adhastātta āpaḥ“

„Er ließ folgende Worte ergehen: Ambha sei die Welt der wasserbeladenen Wolken, Marīci die Welt der Sonnenstrahlen, Mara die Welt der Sterblichen und Āpa die Welt der Wasser. Ambha befindet sich oberhalb des Himmels und wird von ihm getragen.  Marīci bildet den Zwischenraum. Mara ist die Erde. Darunter liegt Āpa.“

Zuerst erschienen vier Funktionsfelder im Universum: Der Regenozean (Atmosphäre) Ambha (अम्भ) oberhalb des Himmels und von diesem gestützt, die Lichtregion Marīci (मरीचि – Lichtstrahl), die todbringende Erde Mara (मर – Tod) und die Erde tragenden Urwasser Āpa (आप – Wasser, Flut, Strom).

“स ईक्षतेमे नु लोका लोकपालान्नु सृजा इति ॥ सोऽद्भ्य एव पुरुषं समुद्धृत्यामूर्छयत् ॥ ३ ॥”

„sa īkṣateme nu lokā lokapālānnu sṛjā iti – so’dbhya eva puruṣaṃ samuddhṛtyāmurchayat“

„Sodann überdachte er: Hier sind also die Welten. Lass mich auch ihre Bewacher erschaffen. Aus den Wassern zog er den Purusha in Form eines Klumpens und modellierte ihn.“

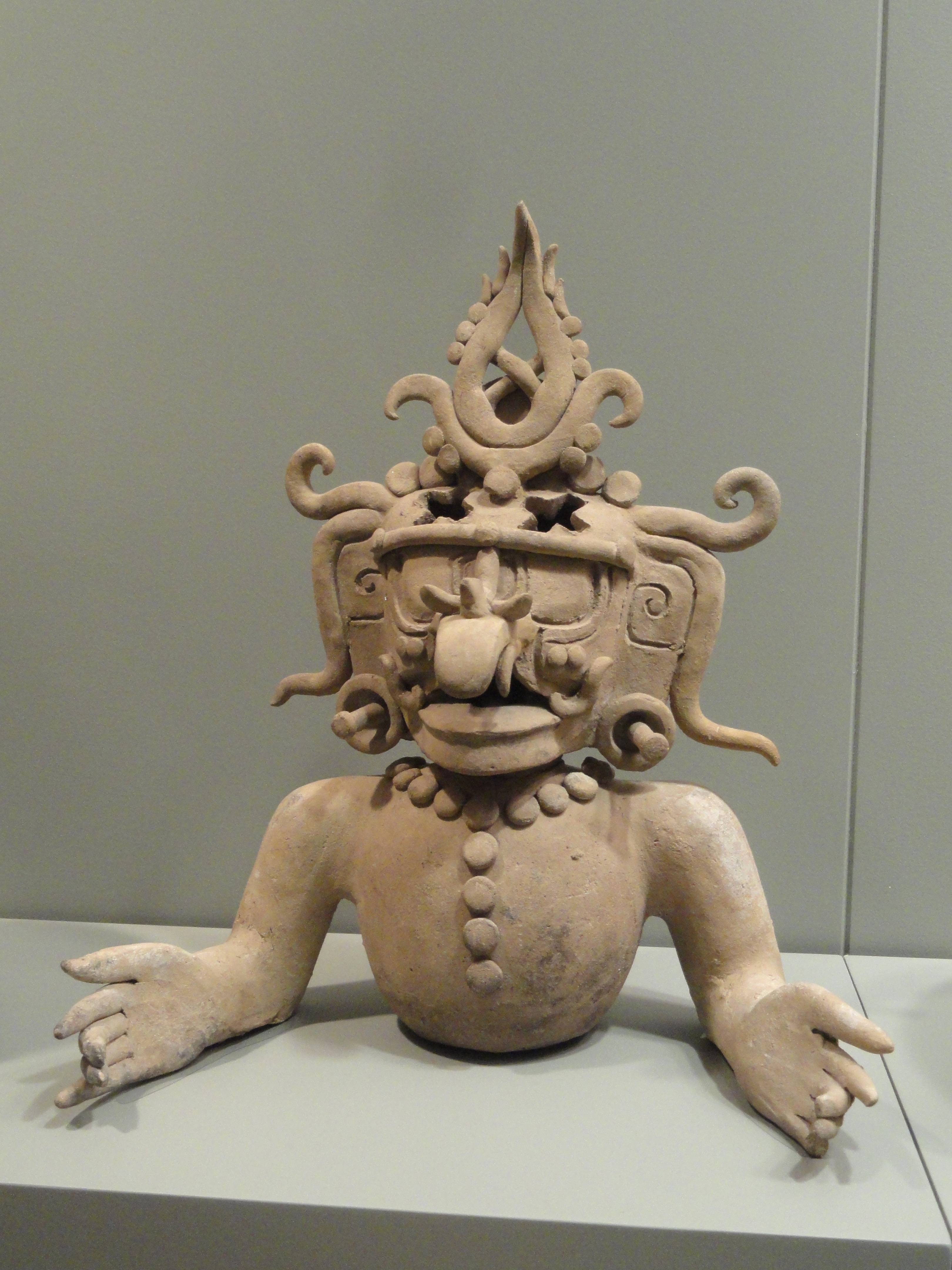

Wie ein Töpfer den Ton formt, so schuf er mit seinen beiden Händen aus einem Klumpen eine menschliche Gestalt – den Virāṭ, die grobe Gestalt des kosmischen Purushas, in dem sämtliche greifbaren physischen Objekte ihren angestammten Platz haben.

“तमभ्यतपत्तस्याभितप्तस्य मुखं निरभिद्यत यथाऽण्डं मुखाद्वाग्वाचोऽग्निर्नासिके निरभिद्येतं नासिकाभ्यां प्राणः । प्राणाद्वायुरक्षिणी निरभिद्येतमक्षिभ्यां चक्षुश्चक्षुष आदित्यः कर्णौ निरभिद्येतां कर्णाभ्यां श्रोत्रं श्रोत्रद्दिशस्त्वङ्निरभिद्यत त्वचो लोमानि लोमभ्य ओषधिवनस्पतयो हृदयं निरभिद्यत हृदयान्मनो मनसश्चन्द्रमा नाभिर्निरभिद्यत नाभ्या अपानोऽपानान्मृत्युः शिश्नं निरभिद्यत शिश्नाद्रेतो रेतस आपः ॥ ४ ॥”

„tamabhyatapattasyābhitaptasya mukhaṃ nirabhidyata yathā’ṇḍaṃ mukhādvāgvāco’gnirnāsike nirabhidyetaṃ nāsikābhyāṃ prāṇaḥ – prāṇādvāyurakṣiṇī nirabhidyetamakṣibhyāṃ cakṣuścakṣuṣa ādityaḥ karṇau nirabhidyetāṃ karṇābhyāṃ śrotraṃ śrotraddiśastvaṅnirabhidyata tvaco lomāni lomabhya oṣadhivanaspatayo hṛdayaṃ nirabhidyata hṛdayānmano manasaścandramā nābhirnirabhidyata nābhyā apāno’pānānmṛtyuḥ śiśnaṃ nirabhidyata śiśnādreto retasa āpaḥ“

„Er grübelte über den Purusha. Schließlich sparte er aus der Masse wie ein Ei den Mund aus. Aus dem Mund ging das Sprachorgan hervor. Aus dem Sprachorgan kam Feuer als Schutzgottheit. Sodann wurden die Nasenlöcher ausgespart. Aus den Nasenlöchern ging das Atemorgan hervor, aus dem Atem die Luft als Schutzgottheit. Sodann wurden die Augen ausgespart. Aus den Augen ging das Sehorgan hervor. Aus dem Sehen entstand das Sonnenlicht als Schutzgottheit. Dann wurden die Ohren abgetrennt. Aus den Ohren entstand das Gehör mit den Raumvierteln als Schutzgottheit. Dann kam die Haut an die Reihe. Aus ihr gingen Haare hervor als Tastsinn. Zusammen mit Pflanzen und Bäumen haben sie Luft als Schutzgottheit. Das Herz wurde erschaffen. Aus dem Herz entstand das Verstandesorgan und aus dem Verstand der Mond als Schutzgottheit. Der Nabel wurde ausgespaart und aus dem Nabel der Verdauungstrakt mit After und als Schutzgottheit Varuna und den Tod. Schließlich wurde das Zeugungsglied abgesondert, aus welchem Samen entstand mit Wasser als Schutzorgan.“

Wie aus der beschriebenen menschlichen Entwicklung hervorgeht, werden die sichtbaren Sinnesfähigkeiten zuerst gebildet, erst dann folgen die subtilen Sinnesorgane und zum Schluss erst die belebenden Schutzgottheiten, die über das entsprechende Organ eine Kontrollfunktion ausüben. Der Schöpfungsvorgang erfolgt analog zur Entwicklung eines Embryos im Ei oder als Foetus im Mutterleib. Der menschliche Mikrokosmos und der kosmische Makrokosmos folgen hierbei einem identischen Muster.

#### 2. Khanda – Die Kräfte des Kosmos im menschlichen Körper
Im 2. Khanda wird erstmals das Wort Schöpfer bzw. erschaffen (सृष्ट – sṛṣṭa) anstelle von Atman verwendet. Der erstgeborene Purusha, in dem die Sinnesorgane mit ihren Schutzgottheiten abgesondert worden waren, musste plötzlich Hunger und Durst leiden. Aber nicht nur der Purusha litt unter Hunger und Durst, sondern auch die aus ihm erzeugten Gottheiten. Daher fragten die Gottheiten nach einem Aufenthaltsort, an dem sie leben und heranwachsen konnten. Diese Allegorie unterstreicht sehr schön eine Grundtatsache des Lebens, dass nämlich in der gesamten Schöpfung Grundbedürfnisse und Wünsche erfüllt werden wollen und dass es niemanden gibt, der dagegen immun wäre.

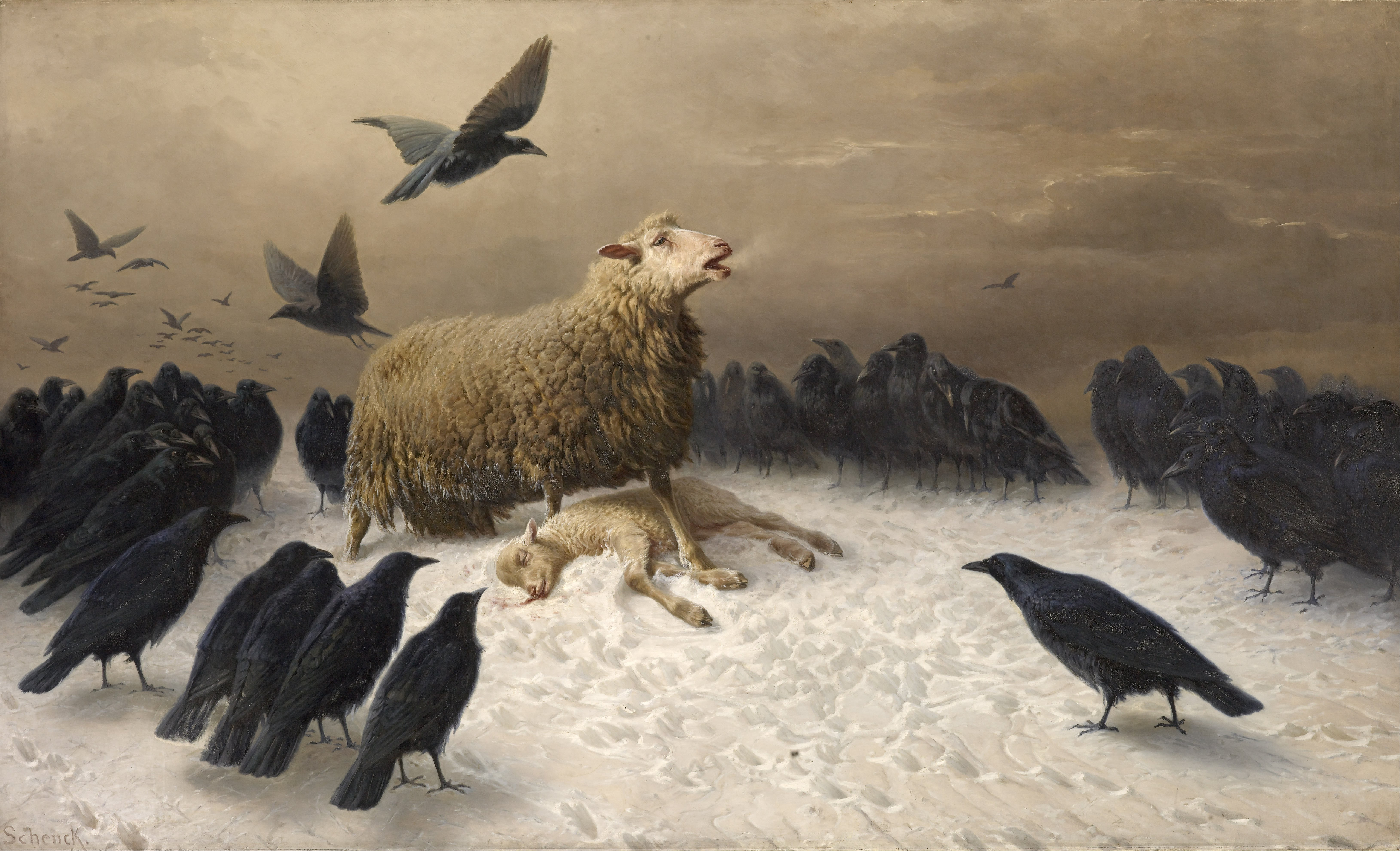
Die Leiden des Samsaras

“ता एता देवताः सृष्टा अस्मिन्महत्यर्णवे प्रापतन् । तमशनापिपासाभ्यामन्ववार्जत् । ता एनमब्रुवन्नायतनं नः प्रजानीहि यस्मिन्प्रतिष्ठिता अन्नमदामेति ॥ १ ॥”

„tā etā devatāḥ sṛṣṭā asminmahatyarṇave prāpatan – tamaśanāpipāsābhyāmanvavārjat – tā enamabruvannāyatanaṃ naḥ prajānīhi yasminpratiṣṭhitā annamadāmeti“

„Die derart entstandenen Gottheiten fielen in diesen grossen Ozean hinein. Er, der Schöpfer, setzte den Virāṭ Hunger und Durst aus. Darauf sagten sie (die Gottheiten) zu ihm: Finde für uns eine Bleibe, wo wir uns aufhalten und essen können.“

Adi Shankara kommentiert: „Der grosse Ozean, in den die erschaffenen Wesen hineinfielen, ist die phänomenale Welt des Samsaras. Dessen Strömungen bedeuten Leiden, die durch Unwissenheit, Begehren und Handlungen ausgelöst werden. In ihm schwimmen gemeingefährliche Krokodile in Gestalt von schmerzhaften Krankheiten, Altersschwäche und Tod. Ohne Anfang noch Ende, ufer- und grundlos, gewährt er Erleichterung in den vorübergehenden Freuden der Sinne in Kontakt mit ihren Objekten. Riesige Wellen bestehend aus hunderten von Übeln werden durch die Winde der Sinne auf ihrer Objektjagd ausgelöst. Sein ohrenbetäubendes Rauschen ist voller Angst und infernalischer Schreie.“
„Im Ozean treibt jedoch ein Floss des Wissens, in dem viele gute Eigenschaften gespeichert sind – Wahrhaftigkeit, Integrität, Barmherzigkeit, Mitleid, Gewaltlosigkeit, Körperbeherrschung, geistige Zurückhaltung und Entschlossenheit. Durch gute Gemeinschaft und Entsagung öffnet sich ein Ausweg, der zu den Ufern der Befreiung zurückführt.“

“ताभ्यो गामानयत्ता अब्रुवन्न वै नोऽयमलमिति । ताभ्योऽश्वमानयत्ता अब्रुवन्न वै नोऽयमलमिति ॥ २ ॥”

„tābhyo gāmānayattā abruvanna vai no’yamalamiti – tābhyo’śvamānayattā abruvanna vai no’yamalamiti“

„Er brachte ihnen eine Kuh. Sie entgegneten: Das reicht uns nicht. Er brachte ihnen ein Pferd. Aber auch dieses genügte ihnen nicht.“

“ताभ्यः पुरुषमानयत्ता अब्रुवन् सुकृतं बतेति पुरुषो वाव सुकृतम् । ता अब्रवीद्यथायतनं प्रविशतेति ॥ ३ ॥”

„tābhyaḥ puruṣamānayattā abruvan sukṛtaṃ bateti puruṣo vāva sukṛtam – tā abravīdyathāyatanaṃ praviśateti“

„Er brachte ihnen einen Menschen. Die Gottheiten sagten: Aha, dies ist wirklich ausgezeichnet. Ein Mensch stellt tatsächlich ein Wunderwerk dar. So sprach er zu den Gottheiten: Zieht jetzt in euere jeweiligen Wohnstätten ein.“

Die Allegorie geht weiter. Der Schöpfer bot den kosmischen Mächten zuerst eine Kuh als Wohnstätte an, dann ein Pferd und schließlich einen Menschen. Die Gottheiten lehnten die Kuh und das Pferd ab, waren aber mit dem Menschen als Aufenthaltsort zufrieden. Durch dessen verschiedene Sinnesorgane zogen sie in ihn ein. Ihre Wahl des Menschen bekräftigt den herausragenden Wert der menschlichen Geburt. Vermittels des menschlichen Körpers lassen sich gute und noble Handlungen vollziehen – bis hin zur Gotteserkenntnis. Kein anderer Körper bietet eine derartig vortreffliche Auswahl.

“अग्निर्वाग्भूत्वा मुखं प्राविशद्वायुः प्राणो भूत्वा नासिके प्राविशदादित्यश्चक्षुर्भूत्वाऽक्षिणी प्राविशद्दिशः श्रोत्रं भूत्वा कर्णौ प्राविशन्नोषधिवनस्पतयो लोमानि भूत्वा त्वचं प्राविशंश्चन्द्रमा मनो भूत्वा हृदयं प्राविशन्मृत्युरपानो भूत्वा नाभिं प्राविशदापो रेतो भूत्वा शिश्नं प्राविशन् ॥ ४ ॥”

„agnirvāgbhutvā mukhaṃ prāviśadvāyuḥ prāṇo bhutvā nāsike prāviśadādityaścakṣurbhutvā’kṣiṇī prāviśaddiśaḥ śrotraṃ bhutvā karṇau prāviśannoṣadhivanaspatayo lomāni bhutvā tvacaṃ prāviśaṃścandramā mano bhutvā hṛdayaṃ prāviśanmṛtyurapāno bhutvā nābhiṃ prāviśadāpo reto bhutvā śiśnaṃ prāviśan“

„Die Feuergottheit wurde zum Sprachorgan unt trat durch den Mund ein. Die Luft wurde zum Atem und zog durch die Nasenlöcher. Das Sonnenlicht wurde zum Sehsinn und betrat die Augen. Die Raumviertel wurden zum Gehör und drangen in die Ohren. Pflanzen und Bäume als Gottheiten der Luft wurden zu Haaren und ließen sich in der Haut nieder. Der Mond wurde zum Verstand und betrat das Herz. Der Tod wurde zum Apana und ging in den Nabel ein. Die Wasser wurden zu Samen und sammelten sich im Geschlechtsorgan.“

Die Aitareya-Upanishad illustriert hier im Detail die im menschlichen Körper residierenden kosmischen Kräfte, die seine verschiedenen Sinnes- und Tätigkeitsorgane beleben.

“तमशनायापिपासे अब्रूतामावाभ्यामभिप्रजानीहीति ते अब्रवीदेतास्वेव वां देवतास्वाभजाम्येतासु भागिन्यौ करोमीति । तस्माद्यस्यै कस्यै च देवतायै हविर्गृह्यते भागिन्यावेवास्यामशनायापिपासे भवतः ॥ ५ ॥”

„tamaśanāyāpipāse abrutāmāvābhyāmabhiprajānīhīti te abravīdetāsveva vāṃ devatāsvābhajāmyetāsu bhāginyau karomīti – tasmādyasyai kasyai ca devatāyai havirgṛhyate bhāginyāvevāsyāmaśanāyāpipāse bhavataḥ“

„Hunger und Durst sagten zum Schöpfer: Finde für uns beide ebenfalls einen Aufenthaltsort. Er erwiderte ihnen: Ich werde euch beide den Gottheiten beigesellen. Ich mache euch zu ihren Miteignern. Seitdem sind bei jedem Opfer an die Gottheiten immer auch Hunger und Durst beteiligt.“

Als sie sahen, wie alle anderen Gottheiten im Menschen ihren Platz zugewiesen bekamen, forderten Hunger und Durst ebenfalls ihren eigenen Aufenthaltsort. Der Schöpfer wies ihnen aber keinen eigenen unabhängigen Verweilort zu, sondern ließ sie ihren Aufenthalt im Menschen mit allen anderen Gottheiten teilen. Dies bedeutet, dass Begierden sehr wohl sämtliche Sinne beeinträchtigen können und dass Hunger und Durst aber nur reine Empfindungen sind, die ohne ihre tragenden Sinnesorgane nicht unabhängig bestehen können. So kann beispielsweise reiner Hunger keine Nahrung zu sich nehmen, ohne sich des Eßwerkzeugs – dem Mund – zu bedienen.

#### 3. Khanda – Erfüllung des Menschen mit Bewusstsein

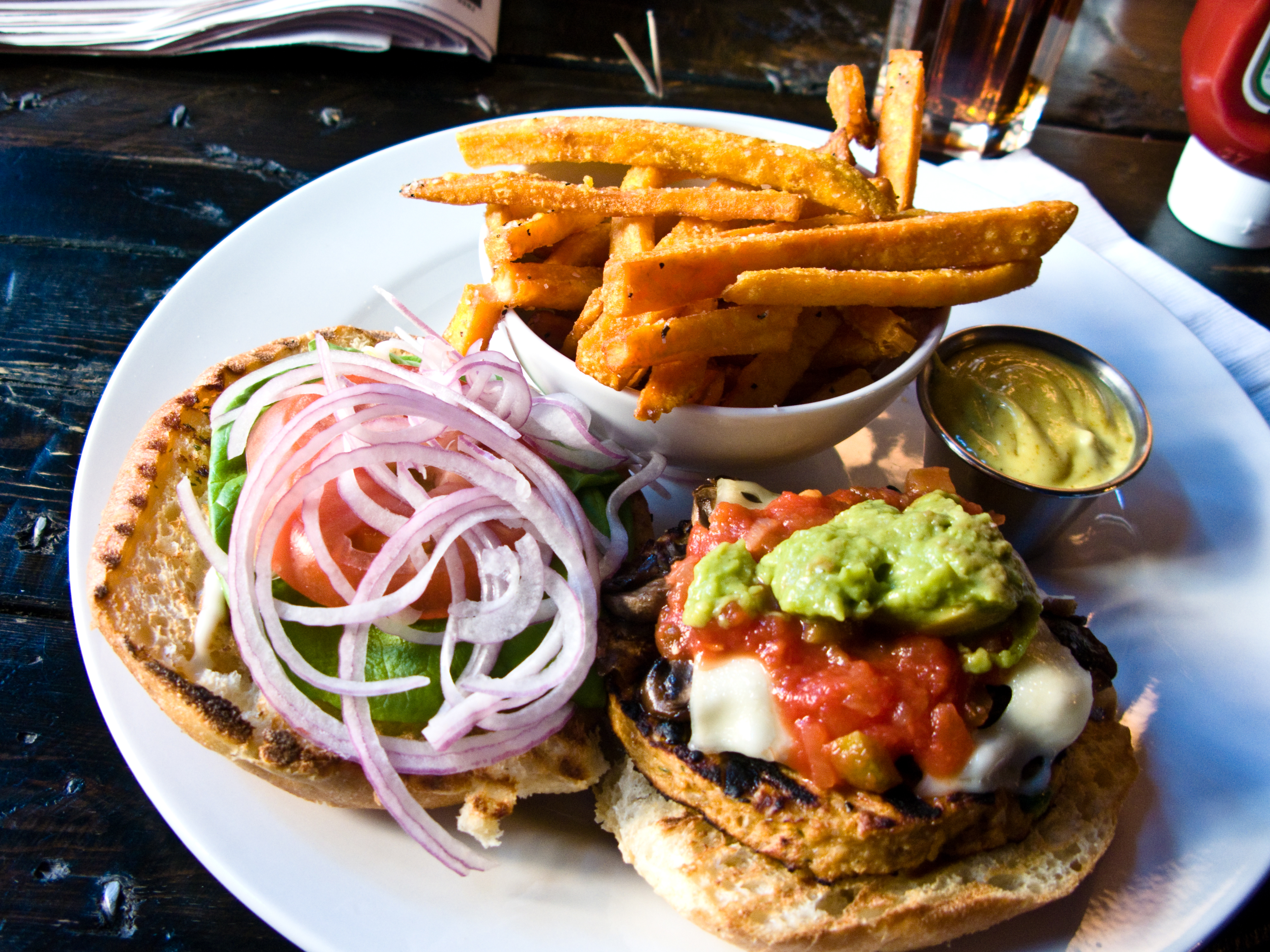
Nahrung

Nachdem die Felder zum Funktionieren des Universums angelegt waren und die menschlichen Wesen von kosmischen Kräften angetrieben wurden, blieb noch ein dritter schöpferischer Schritt übrig – die Erzeugung von Nahrung. Aus diesem Grund betrachten wir selbst heute noch Nahrung, Kleidung und Unterkunft als fundamentale, den Lebensunterhalt gewährleistende menschliche Bedürfnisse. Dieser Vorgang wird im 3. Khanda der Aitareya-Upanishad allegorisch beschrieben.

“स ईक्षतेमे नु लोकाश्च लोकपालाश्चान्नमेभ्यः सृजा इति ॥ १ ॥
सोऽपोऽभ्यतपत्ताभ्योऽभितप्ताभ्यो मूर्तिरजायत । या वै सा मूर्तिरजायतान्नं वै तत् ॥ २ ॥”

„sa īkṣateme nu lokāśca lokapālāścānnamebhyaḥ sṛjā iti
so’po’bhyatapattābhyo’bhitaptābhyo murtirajāyata – yā vai sā murtirajāyatānnaṃ vai tat“

„Er überlegte: ‚Hier sind also die Welten und die Weltenbeschützer. Lass mich Nahrung für sie erschaffen‘.
So brütete er über den Wassern und aus den Wassern kam ein kondensiertes Etwas hervor. Dies war tatsächlich Nahrung.“

Nach der Erschaffung der Schutzgottheiten dachte das Höchste Selbst, dass es für sie Nahrung bereitstellen sollte, da Hunger und Durst mit ihnen koexistierten. Der Herr meditierte intensiv über die fünf Elemente, bis aus ihnen ein Klumpen Nahrung hervorging, welcher aus Getreide, Tierprodukten, Lebewesen und anderen nichtbiologischen Substanzen bestand.
Angetrieben von Hunger und Durst machten sich verschiedene der Sinnesorgane auf die Jagd nach Nahrung – vergleichbar mit einer Katze, die hinter einer Maus her ist. Jedoch hatte kein einziges mit seinem Versuch Erfolg, da es ansonst in Hinblick auf die Zufriedenstellung der Begierden zu einem Wettbewerb der Sinne untereinander gekommen wäre. Ganz zum Schluss wurde Nahrung aber doch noch durch das Ausatmen (अपान – apāna) eingefangen. Apāna ist eine der fünf Lebenslüfte (Prana) und reguliert das Verdauungssystem.

“तदेनत्सृष्टं पराङ्त्यजिघांसत्तद्वाचाऽजिघृक्षत् तन्नाशक्नोद्वाचा ग्रहीतुम् । स यद्धैनद्वाचाऽग्रहैष्यदभिव्याहृत्य हैवान्नमत्रप्स्यत् ॥ ३ ॥”

„tadenatsṛṣṭaṃ parāṅtyajighāṃsattadvācā’jighṛkṣat tannāśaknodvācā grahītum – sa yaddhainadvācā’grahaiṣyadabhivyāhṛtya haivānnamatrapsyat“

„Die so geschaffene Nahrung wollte entkommen. Er versuchte sie mittels Rede einzufangen, was ihm aber nicht gelang. Wenn er sie durch die Sprache eingefangen hätte, dann wäre man allein durch Reden von Nahrung bereits satt geworden.“

Um Hunger und Durst der Welten zu stillen, wurde grobstoffliche Nahrung erschaffen. Die Nahrung hatte jedoch keine Lust, verzehrt zu werden und rannte daher weg. Der Jivātman in menschlicher Gestalt versuchte daher, die Nahrung durch seine Rede festzuhalten, was ihm aber nicht gelang. Wäre es dem Purusha gelungen, die Nahrung nur durch Reden aufhalten zu können, so hätten die Menschen ihn imitiert und einfach das Wort Nahrung ausgerufen – was so aber nicht funktioniert.
In den jetzt folgenden Mantras 4 bis 9 werden Beispiele verschiedener Körperorgane zitiert, welche alle versuchen Nahrung festzuhalten – jedoch ohne Erfolg.

“तत्प्राणेनाजिघृक्षत् तन्नाशक्नोत्प्राणेन ग्रहीतुम् । स यद्धैनत्प्राणेनाग्रहैष्यदभिप्राण्य हैवान्नमत्रप्स्यत् ॥ ४ ॥”

„tatprāṇenājighṛkṣat tannāśaknotprāṇena grahītuṃ – sa yaddhainatprāṇenāgrahaiṣyadabhiprāṇya haivānnamatrapsyat“

„Der Schöpfer versuchte nun sie mit dem Atem einzufangen, was ihm aber ebenfalls nicht gelang. Wenn er die Nahrung vermittels des Atems gefangen hätte, dann wäre allein schon der Geruch von Nahrung zufriedenstellend.“

Nacheinander versucht der Schöpfer die Nahrung mit dem Auge (Mantra 5), mit dem Ohr (Mantra 6), mit der Haut (Mantra 7), mit dem Verstand (Mantra 8) und mit dem Geschlechtsorgan (Mantra 9) festzuhalten.

“तदपानेनाजिघृक्षत् तदावयत् सैषोऽन्नस्य ग्रहो यद्वायुरनायुर्वा एष यद्वायुः ॥ १० ॥”

„tadapānenājighṛkṣat tadāvayat saiṣo’nnasya graho yadvāyuranāyurvār eṣa yadvāyuḥ“

„Er versuchte es jetzt mit dem Ausatmen und war erfolgreich ! Luft (Vayu oder Prana) hält die Nahrung fest. Vayu lebt von Nahrung.“

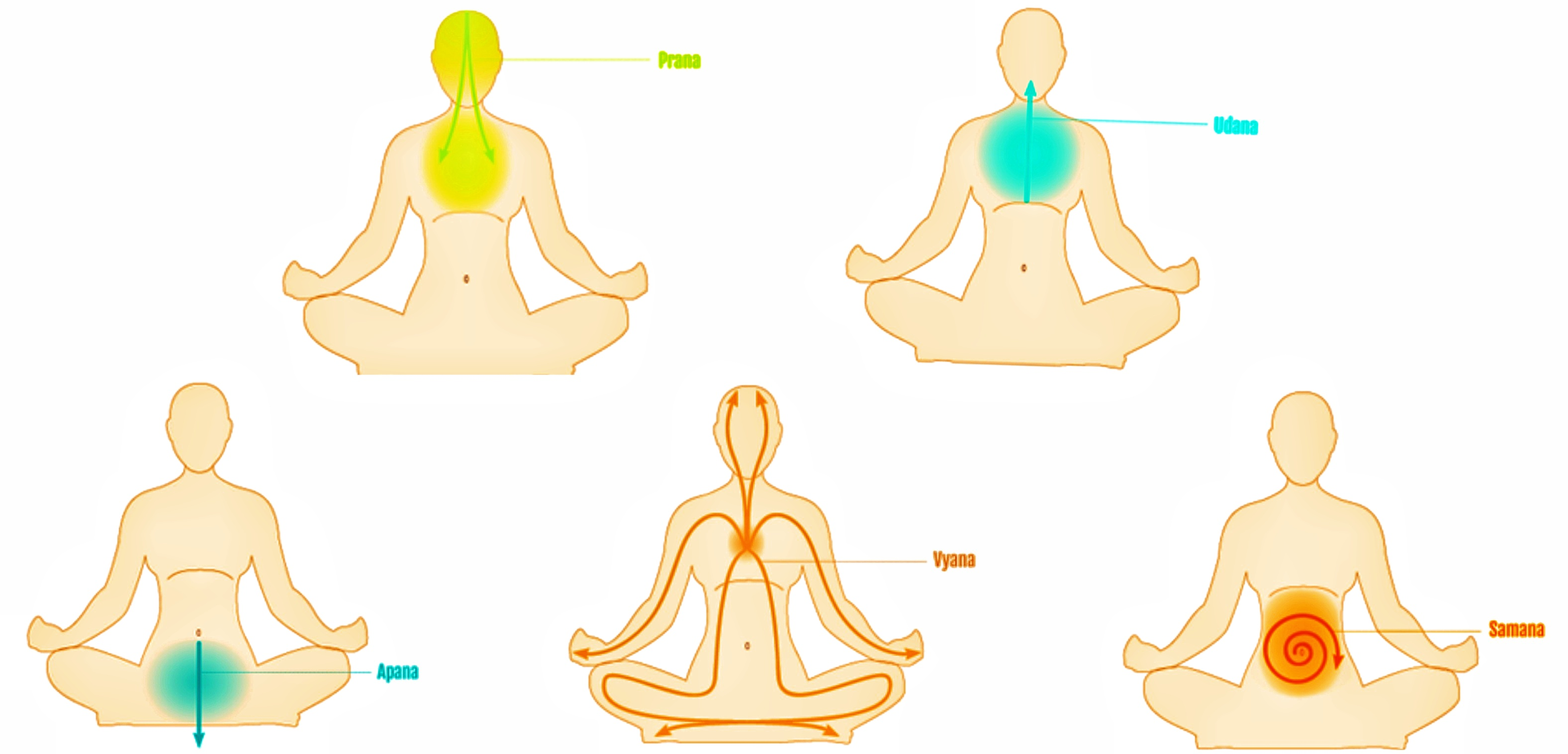
Die fünf Lebenslüfte (Prana)

Zu guter Letzt bemühte der Purusha das durch die Mundöffnung erfolgende Ausatmen (Apāna). Es bewirkt die Verteilung der zu sich genommenen Nahrung im gesamten Körper. Apāna gehört zur fünffachen Lebensluft Prana.

“स ईक्षत कथं न्विदं मदृते स्यादिति स ईक्षत कतरेण प्रपद्या इति । स ईक्षत यदि वाचाऽभिव्याहृतं यदि प्राणेनाभिप्राणितं यदि चक्षुषा दृष्टं यदि श्रोत्रेण श्रुतं यदि त्वचा स्पृष्टं यदि मनसा ध्यातं यद्यपानेनाभ्यपानितं यदि शिश्नेन विसृष्टमथ कोऽहमिति ॥ ११ ॥”

„sa īkṣata kathaṃ nvidaṃ madṛte syāditi sa īkṣata katareṇa prapadyā iti – sa īkṣata yadi vācā’bhivyāhṛtaṃ yadi prāṇenābhiprāṇitaṃ yadi cakṣuṣā dṛṣṭaṃ yadi śrotreṇa śrutaṃ yadi tvacā spṛṣṭaṃ yadi manasā dhyātaṃ yadyapānenābhyapānitaṃ yadi śiśnena visṛṣṭamatha ko’hamiti“

„Er dachte nach: ‚Wie konnte dies ohne Meiner Bestand haben ?‘Sodann sprach er zu sich selbst: ‚Auf welchen Weg soll ich ihn (den Purusha) betreten ?‘ Und weiter: ‚Wenn die Rede vom Sprechorgan ausgeführt wird, das Riechen durch den Atem, das Sehen durch die Augen,  das Hören durch die Ohren, das Berühren über die Haut, das Denken durch den Verstand, das Essen durch das Ausatmen und der Samenerguß durch das Geschlechtsorgan ? Ja wer bin ich dann ?‘“

Das Höchste Selbst befand sich in einer ungewöhnlichen und paradoxen Stellung. Denn wenn jedes der Körperorgane seiner Aufgabe nachgeht, was blieb dann für es noch übrig ? Es war sozusagen arbeitslos. Was war daher seine Bedeutung und was sein Nutzen ? Es meditierte daher darüber, auf welchem Weg es in den Körper eingehen sollte, um sich dann in ihm bemerkbar zu machen ? Denn wie kann etwas ohne die Gegenwart des Höchsten Selbsts existieren ? Genau wie ein Palast ohne der Gegenwart seines ihn bewohnenden Eigners bedeutungslos ist, so ergibt auch der schönste menschliche Körper ohne seinen ihn lenkenden Bewohner – dem Höchsten Selbst bzw. dem Atman – keinen Sinn.

“स एतमेव सीमानं विदर्यैतया द्वारा प्रापद्यत । सैषा विदृतिर्नाम द्वास्तदेतन्नाऽन्दनम् । तस्य त्रय आवसथास्त्रयः स्वप्ना अयमावसथोऽयमावसथोऽयमावसथ इति ॥१२॥”

„sa etameva sīmānaṃ vidaryaitayā dvārā prāpadyata – saiṣā vidṛtirnāma dvāstadetannā’ndanam – tasya traya āvasathāstrayaḥ svapnā ayamāvasatho’yamāvasatho’yamāvasatha iti“

„Der Herr betrat sodann den Schädel durch die Tür der Schädelnaht, auch als vidṛti (विदृति – Naht, Saum) bekannt. Dies ist der Ort der Glückseligkeit. Der so verkörperte Atman kennt drei Heimstätten und drei Bewusstseinszustände. Seine drei Aufenthalte sind das Auge, der Geist und das Herz. Seine drei Bewusstseinszustände sind Wachen, Träumen und der Tiefschlaf.“

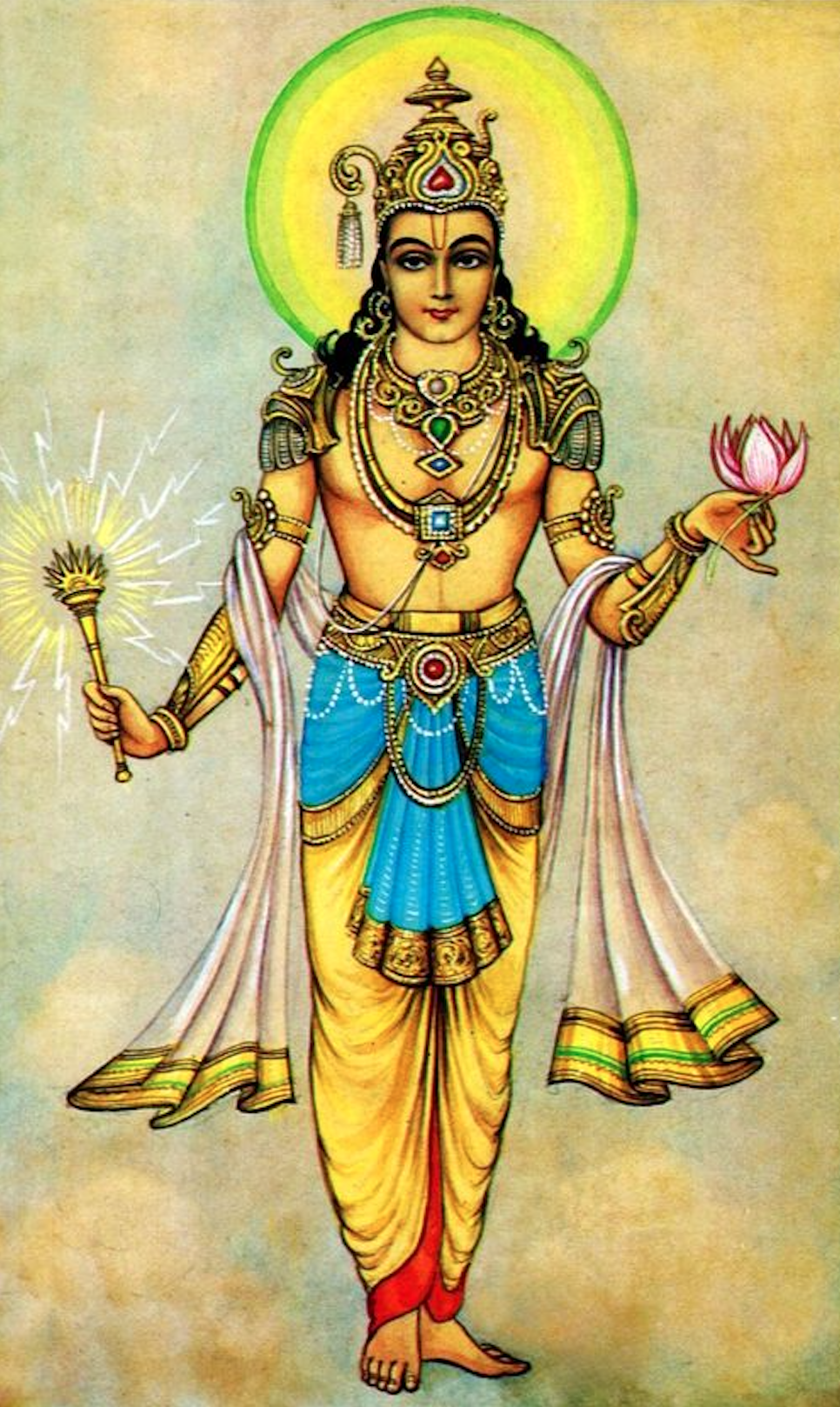
Indra – Idandra

“स जातो भूतान्यभिव्यैख्यत् किमिहान्यं वावदिषदिति । स एतमेव पुरुषं ब्रह्म ततममपश्यत् । इदमदर्शनमिती ३ ॥ १३ ॥”

„sa jāto bhutānyabhivyaikhyat kimihānyaṃ vāvadiṣaditi – sa etameva puruṣaṃ brahma tatamamapaśyat – idamadarśanamitī“

„Als Jiva geboren erkannte er, dass alle Elemente mit ihm identisch waren. Wie sollte er über etwas anderes reden ? Somit sah er im Purusha das alldurchdringende Brahman. Er sagte: ‚Aha, ich habe es gesehen‘.“

So geboren sah er sich nach anderen Lebewesen um. Er war neugierig, ob er noch jemand anderes kannte. Aber er musste feststellen, dass derselbe Purusha als Brahman alle durchdrang. Deswegen meinte er, dass er dessen schon gewärtig war (Idam dra – dies habe ich gesehen).

“तस्मादिदन्द्रो नामेदन्द्रो ह वै नाम तमिदन्द्रं सन्तमिन्द्र इत्याचक्षते परोक्षेण । परोक्षप्रिया इव हि देवाः परोक्षप्रिया इव हि देवाः ॥ १४ ॥”

„tasmādidandro nāmedandro ha vai nāma tamidandraṃ santamindra ityācakṣate parokṣeṇa – parokṣapriyā iva hi devāḥ parokṣapriyā iva hi devāḥ“

„Deswegen heißt er Idandra. Idandra ist sein tatsächlicher Name. In abgeleiteter Form nennen sie ihn auch Indra. Denn die Götter lieben kryptische Beinamen. Ja, die Götter haben eine Vorliebe für mysteriöse Bezeichnungen.“

Hinter dem Gesagten verbirgt sich die Vorstellung, dass beim wundervollen Anblick unserer Welt im Betrachter tiefer Glauben entsteht, der dann im Glauben an die Existenz eines Schöpfers dieses Universums kulminiert. Es hängt ganz von uns ab, wie sehr wir ihn kennenlernen und ihm näherkommen wollen. Sind unsere Absichten ernst gemeint, so werden wir ihn bestimmt auch erfahren. Gotteserkenntnis ist nur im menschlichen Körper und in sonst keinem anderen Körper möglich. Die Gelegenheit, Selbstverwirklichung in der menschlichen Lebensform zu erlangen, sollte auf keinen Fall vergeudet werden.

### 2. Adhyaya – Die Drei Geburten des Selbsts
Im 2. Adhyaya wird die Erschaffung des menschlichen Körpers beschrieben und gleichzeitig ob der Vergänglichkeit des Körpers Leidenschaftslosigkeit nahegelegt. Die Schöpfung schreitet durch Zeugung voran. Der Mensch wird geboren, zeugt Nachkommen und wird nach seinem Tod wiedergeboren. Deswegen behauptet die Aitareya-Upanishad, dass der Atman im Menschen dreimal geboren wird. Zuerst als Neugeborenes durch geschlechtliche Fortpflanzung. Sodann wächst das Kind, umsorgt und geliebt von seinen Eltern, zum Selbst heran, in welchem es seinen Eltern gleichkommt. Und zum dritten Mal beim Tod, bei dem der Atman die Seelenwanderung antritt. Die Upanishade betont hiermit, dass Fortpflanzung und das Aufziehen von Kindern einen Menschen unsterblich werden lassen. Die Theorie der Wiedergeburt garantiert sodann, dass der Atman dauerhaft im Universum weiterexistiert.
Kernthema der Schöpfungsgeschichte im 1. Adhyaya war die Gegenwart des Selbsts in uns allen. Leider sind wir uns dessen aber nicht bewusst, da wir in Sinnenbefriedigung vertieft sind. Der 2. Adhyaya gibt uns sodann das Beispiel des Weisen Vamadeva Rishi, der das Selbst sogar schon im Mutterleib erkannt hatte. Nach seinem eigenen physischen Tod wurde er schließlich unsterblich. Die Upanishade gibt zu bedenken, dass weltliche Begierden mit einem ehernen Käfig zu vergleichen sind, der die Seele von der Freiheit fernhält. Nur selbstverwirklichten Seelen wie Vamadeva gelingt es, aus diesem Gefängnis auszubrechen.

“पुरुषे ह वा अयमादितो गर्भो भवति यदेतद्रेतः । तदेतत्सर्वेभ्योऽङ्गेभ्यस्तेजः सम्भूतमात्मन्येवऽऽत्मानं बिभर्ति तद्यदा स्त्रियां सिञ्चत्यथैनज्जनयति तदस्य प्रथमं जन्म ॥ १ ॥”

„puruṣe ha vā ayamādito garbho bhavati yadetadretaḥ – tadetatsarvebhyo’ṅgebhyastejaḥ saṃbhutamātmanyeva’’tmānaṃ bibharti tadyadā striyāṃ siñcatyathainajjanayati tadasya prathamaṃ janma“

„Der Jiva erscheint im Menschen zuerst als Same, der in der Samenflüßigkeit vorliegt. Im Samen sammelt sich die geballte Kraft aller Körperteile. Somit trägt der Mensch die Essenz seines Selbsts in seinem Körper. Vergießt der Mann seinen Samen in der Frau, so pflanzt er sich fort. Tatsächlich ist dies die erste Geburt seiner verkörperten Seele.“

“तत्स्त्रिया आत्मभूयं गच्छति यथा स्वमङ्गं तथा । तस्मादेनां न हिनस्ति । साऽस्यैतमात्मानमत्र गतं भावयति ॥ २ ॥”

„tatstriyā ātmabhuyaṃ gacchati yathā svamaṅgaṃ tathā – tasmādenāṃ na hinasti – sā’syaitamātmānamatra gataṃ bhāvayati“

„Der Samen wird eins mit der Frau, wie ein Teil ihres Körpers. Deswegen verspürt sie auch keine Schmerzen. Sie ernährt dieses Selbst, das sich in ihr niedergelassen hat.“

“सा भावयित्री भावयितव्या भवति । तं स्त्री गर्भ बिभर्ति । सोऽग्र एव कुमारं जन्मनोऽग्रेऽधिभावयति । स यत्कुमारं जन्मनोऽग्रेऽधिभावयत्यात्मानमेव तद्भावयत्येषां लोकानां सन्तत्या । एवं सन्तता हीमे लोकास्तदस्य द्वितीयं जन्म ॥ ३ ॥”

„sā bhāvayitrī bhāvayitavyā bhavati – taṃ strī garbhaṃ bibharti – so’gra eva kumāraṃ janmano’gre’dhibhāvayati – sa yatkumāraṃ janmano’gre’dhibhāvayatyātmānameva tadbhāvayatyeṣāṃ lokānāṃ santatyā – evaṃ santatā hīme lokāstadasya dvitīyaṃ janma“

„Als Ernährerin des Kindes sollte sie selber versorgt werden. Die Frau trägt den Embryo in ihrem Leib. Unmittelbar nach der Geburt kümmert sich der Vater um die Ernährung des Kindes. Hierdurch nährt er sich selbst, damit diese Welten weiter bestehen. Nur auf diese Weise finden diese Welten (der Nachkommenschaft) ihre Fortdauer. Dies stellt die zweite Geburt dar.“

“सोऽस्यायमात्मा पुण्येभ्यः कर्मभ्यः प्रतिधीयते । अथास्यायामितर आत्मा कृतकृत्यो वयोगतः प्रैति । स इतः प्रयन्नेव पुनर्जायते तदस्य तृतीयं जन्म ॥ ४ ॥”

„so’syāyamātmā puṇyebhyaḥ karmabhyaḥ pratidhīyate – athāsyāyamitara ātmā kṛtakṛtyo vayogataḥ praiti – sa itaḥ prayanneva punarjāyate tadasya tṛtīyaṃ janma“

„Das Kind ist das eigene Selbst des Vaters und soll an seiner statt tugendhafte Taten vollbringen. Nachdem er seine Pflichten erfüllt und in die Jahre gekommen ist, verlässt der Vater diese Welt. Nachdem er hier alles zurückgelassen hat, wird er wiedergeboren. Dies ist seine dritte Geburt.“

“तदुक्तमृषिणा गर्भे नु सन्नन्वेषामवेदमहं देवानां जनिमानि विश्वा शतं मा पुर आयसीररक्षन्नधः श्येनो जवसा निरदीयमिति । गर्भ एवैतच्छयानो वामदेव एवमुवाच ॥५॥”

„taduktamṛṣiṇā garbhe nu sannanveṣāmavedamahaṃ devānāṃ janimāni viśvā śataṃ mā pura āyasīrarakṣannadhaḥ śyeno javasā niradīyamiti – garbha evaitacchayāno vāmadeva evamuvāca“

„Hierzu meinte der Rishi: Als ich noch im Mutterleib verweilte, wurde ich sämtlicher Geburten der Götter gewahr. Von hunderten ehernen Gefängnissen wurde ich zurückgehalten, jedoch schnell wie ein Falk durchbrach ich sie alle. Derart sprach Vamadeva im Leib seiner Mutter liegend.“

“स एवं विद्वानस्माच्छरीरभेदादूर्ध्व उत्क्रम्यामुष्मिन् स्वर्गे लोके सर्वान् कामानाप्त्वाऽमृतः समभवत् समभवत् ॥ ६ ॥”

„sa evaṃ vidvānasmāccharīrabhedādurdhva utkramyāmuṣmin svarge loke sarvān kāmānāptvā’mṛtaḥ samabhavat samabhavat“

„Nachdem er (Vamadeva) sich mit dem Höchsten Selbst vereinigt hatte, stieg er vollen Wissens nach der Auflösung des Körpers in die Höhe. In der himmlischen Welt erlangte er all seine Begehren und wurde unsterblich – ja, er wurde unsterblich.“

### 3. Adhyaya – Bewusstsein ist höchstes Einssein

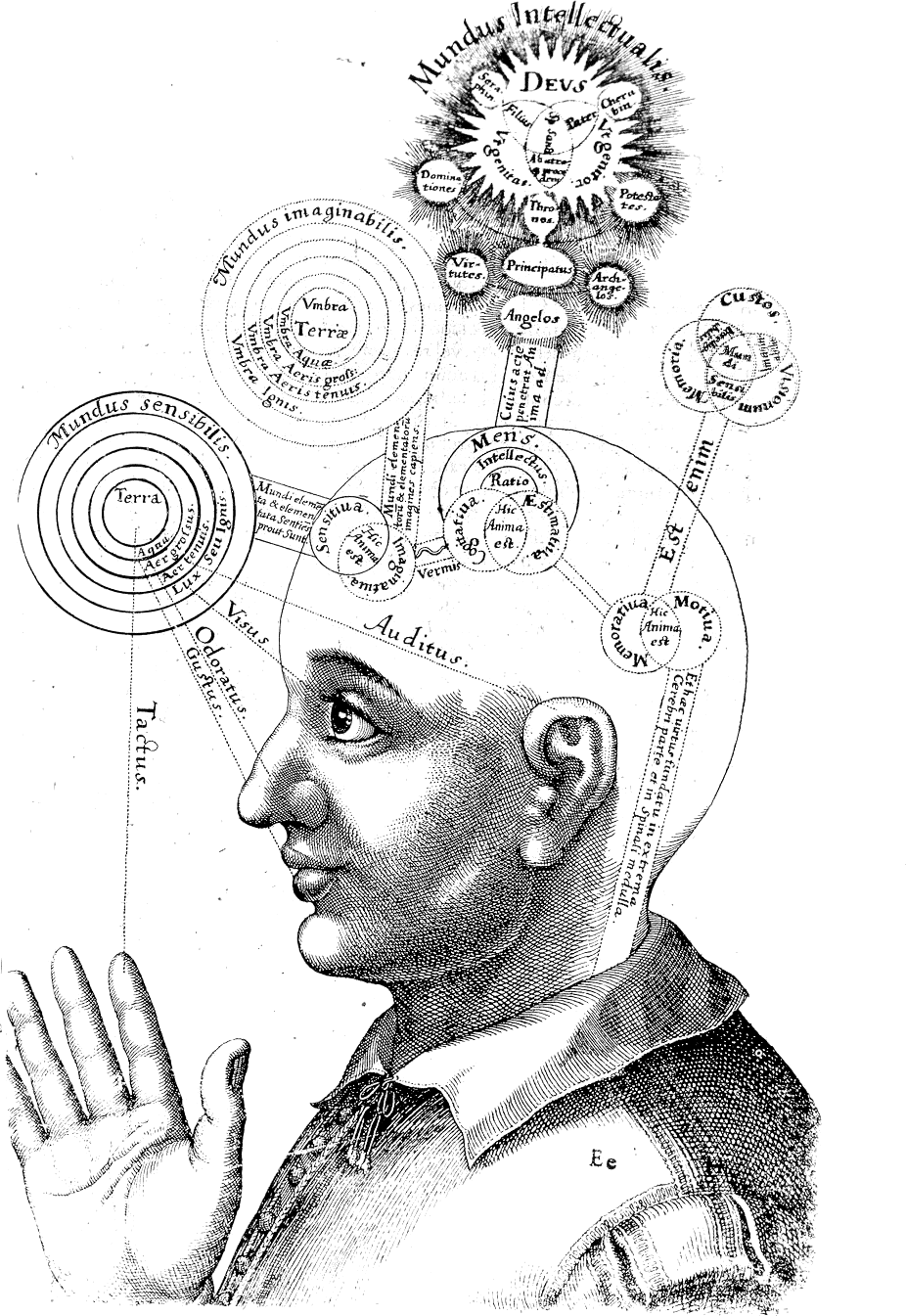
Bewusstseinsvorstellung nach Robert Fludd

Der 3. Adhyaya der Aitareya-Upanishad setzt sich mit der Natur des Atmans auseinander. Die Upanishade gibt zu Verstehen, dass der Mensch durch sein Bewusstsein definiert werden kann – der Quelle sämtlicher intellektuellen und moralischen Theorien, sämtlicher Gottheiten, sämtlicher Lebewesen (Menschen, Tiere und Pflanzen) und von allem was vorhanden ist. Ferner legt sie nahe, dass der Schlüssel zum Mysterium des Universums sich im eigenen inneren Selbst befindet. Um das Universum zu verstehen, sollte man zuerst sich selbst kennen. „Werde unsterblich, indem du ganz du selbst bist !“ – so resümiert die Upanishade.
Friedrich Max Müller übersetzt den 3. Adhyaya wie folgt (Teilauszug):

„Wer ist derjenige, über den wir als das Selbst meditieren ? Was ist das Selbst ? (…) Alles sind nur verschiedene Namen des Wissens (vom wahren Selbst). Allem geht Wissen voran (und alles wird von Wissen verursacht). Es (das Selbst) ruht auf Wissen. Die Welt wird von Wissen geleitet. Wissen ist ihr Beweggrund. Wissen ist Brahman.“

Wie andere Upanishaden des Hinduismus sieht auch die Aitareya-Upanishad im Vorhandensein von Bewusstsein den Existenzbeweis vom Atman, vom Selbst oder vom Brahman. Sie enthält das Mahavakya (महावाक्य – mahāvākya n. – großer Ausspruch) prajñānaṃ brahma (प्रज्ञानं ब्रह्म – Brahman ist Bewusstsein) – einen der berühmtesten Aussprüche im Vedanta.

“कोऽयमात्मेति वयमुपास्महे कतरः स आत्मा । येन वा पश्यति येन वा शृणोति येन वा गन्धानाजिघ्रति येन वा वाचं व्याकरोति येन वा स्वादु चास्वादु च विजानाति ॥ १ ॥”

„ko’yamātmeti vayamupāsmahe kataraḥ sa ātmā – yena vā paśyati yena vā śṛṇoti yena vā gandhānājighrati yena vā vācaṃ vyākareti yena vā svādu cāsvādu ca vijānāti“

„Wer ist dieses Selbst, über das wir meditieren ? Wer genau ist dieses Selbst ? Ist es, womit wir sehen, womit wir hören und womit wir Süßes und Saures schmecken ?“

“यदेतद्धृदयं मनश्चैतत् । सञ्ज्ञानमाज्ञानं विज्ञानं प्रज्ञानं मेधा दृष्टिधृर्तिमतिर्मनीषा जूतिः स्मृतिः सङ्कल्पः क्रतुरसुः कामो वश इति । सर्वाण्येवैतानि प्रज्ञानस्य नामधेयानि भवन्ति ॥ २ ॥”

„yadetaddhṛdayaṃ manaścaitat sanjñānamājñānaṃ vijñānaṃ prajñānaṃ medhā dṛṣṭirdhṛtimatirmanīṣā jutiḥ smṛtiḥ saṅkalpaḥ kraturasuḥ kāmo vaśa iti – sarvāṇyevaitāni prajñānasya nāmadheyāni bhavanti“

„Ist es das Herz (Verstand) und Geist ? Ist es Bewusstsein, Meisterschaft, Wissen, Weisheit, Gedächtnis, Stetigkeit, Aufmerksamkeit, Sorgen, Erinnerung, Gedächtnis, Vorstellungen, Zweckausrichtung, Leben, Begehren, Wünsche ? Letztere sind alles nur andere Bezeichnungen für Prajñāna (Bewusstsein).“

“एष ब्रह्मैष इन्द्र एष प्रजापतिरेते सर्वे देवा इमानि च पञ्चमहाभूतानि पृथिवी वायुराकाश आपो ज्योतींषीत्येतानीमानि च क्षुद्रमिश्राणीव । बीजानीतराणि चेतराणि चाण्डजानि च जारुजानि च स्वेदजानि चोद्भिज्जानि चाश्वा गावः पुरुषा हस्तिनो यत्किञ्चेदं प्राणि जङ्गमं च पतत्रि च यच्च स्थावरं सर्वं तत्प्रज्ञानेत्रं प्रज्ञाने प्रतिष्ठितं प्रज्ञानेत्रो लोकः प्रज्ञा प्रतिष्ठा प्रज्ञानं ब्रह्म ॥ ३ ॥”

„eṣa brahmaiṣa indra eṣa prajāpatirete sarve devā imāni ca pañcamahābhutāni pṛthivī vāyurākāśa āpo jyotīṃṣītyetānīmāni ca kṣudramiśrāṇīva – bījānītarāṇi cetarāṇi cāṇḍajāni ca jārujāni ca svedajāni codbhijjāni cāśvā gāvaḥ puruṣā hastino yatkiñcedaṃ prāṇi jaṅgamaṃ ca patatri ca yacca sthāvaraṃ sarvaṃ tatprajñānetraṃ prajñāne pratiṣṭhitaṃ prajñānetro lokaḥ prajñā pratiṣṭhā prajñānaṃ brahma“

„Er ist Brahman, er ist Indra, er is Prajapati. Er ist all diese Gottheiten. Er ist die fünf Hauptelemente – Erde, Luft, Raum, Wasser, Licht. Er ist alle Kleinlebewesen und all die aus Samen hervorgegangenen Pflanzen. Er ist der Ursprung der aus einem Ei und einem Mutterleib Geborenen, aus Schweiß und aus Schößlingen Hervorgegangenen. Er ist Pferde, Kühe, Menschen, Elefanten und alles was atmet – ob auf Gliedmaßen sich fortbewegend, in den Lüften fliegend oder bewegungslos. Sie alle werden von Bewusstsein geleitet und von Bewusstsein getragen. Bewusstsein ist das Fundament des Universums. Bewusstsein ist Brahman (prajñānaṃ brahma).“

“स एतेन प्राज्ञेनाऽऽत्मनाऽस्माल्लोकादुत्क्रम्यामुष्मिन्स्वर्गे लोके सर्वान् कामानाप्त्वाऽमृतः समभवत् समभवत् ॥ ४ ॥”

„sa etena prājñenā’’tmanā’smāllokādutkramyāmuṣminsvarge loke sarvān kāmānāptvā’mṛtaḥ samabhavat samabhavat“

„Nachdem er Einheit mit dem Reinen Bewusstsein hergestellt hatte, entschwebte er dieser Welt und wurde, nachdem er in der jenseitigen Welt alle Wünsche erfüllt hatte, unsterblich – ja, er wurde unsterblich.“

Die Aitareya-Upanishad schließt hier mit der Aussage, dass derjenige, der dieses Wissen besitzt (dass alles im Universum auf Brahman ruht), nach seinem physischen Tod diese Welt transzendiert und die höchste Heimstatt aller Schönheit betritt. Er schließt sich dem Höchsten Absoluten an und erfährt immerwährende Glückseligkeit. Er wird unsterblich, d. h. er befreit sich von den Zyklen der Geburten und Tode.
Meist folgt hierauf noch das am Anfang gechantete Śāntipāṭhā.

## Kommentare und Übersetzungen

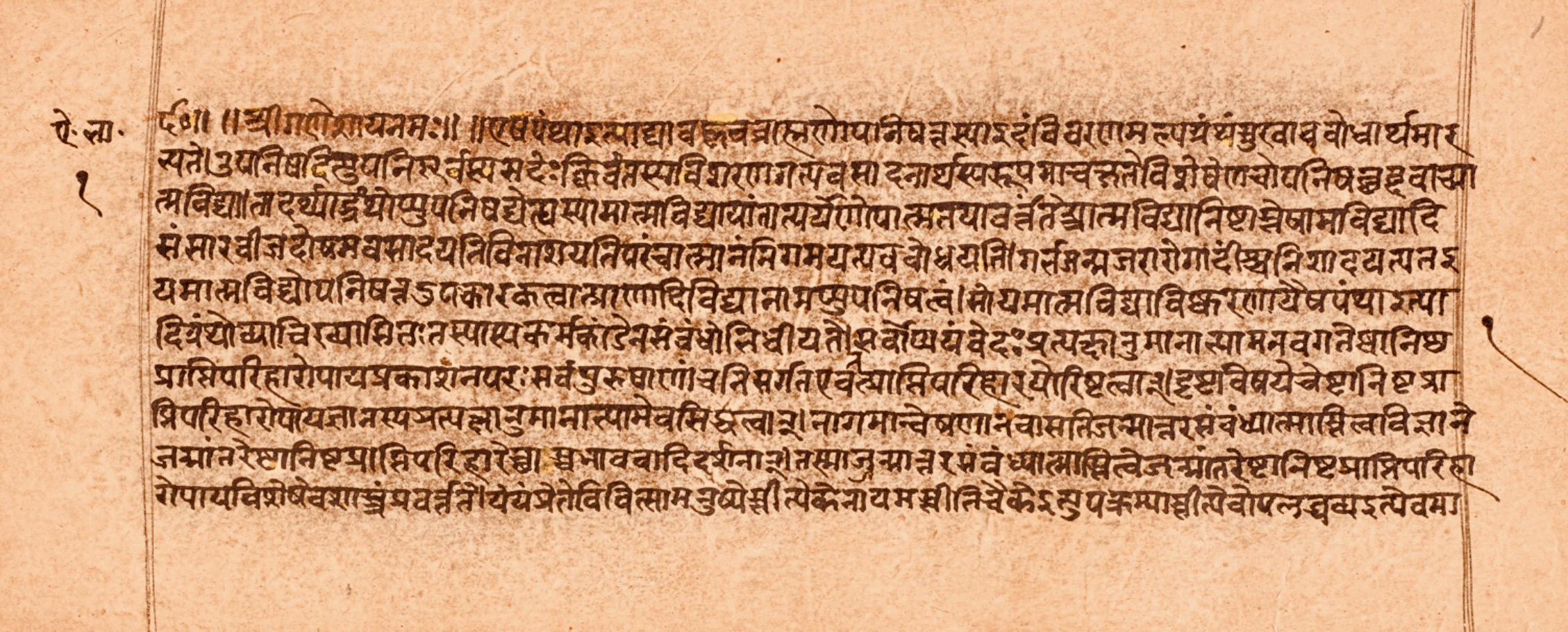
Manuskriptseite aus dem Jahr 1593 mit dem Kommentar von Adi Shankara

Die Aitareya-Upanishad wurde von Adi Shankara und von Madhva in ihrem jeweiligen Bhasya kommentiert. In seinem Kommentar bemerkt Adi Shankara beispielsweise, dass einige seiner Zeitgenossen die Mantras in einer Weise interpretiert hatten, die als unrichtig zurückzuweisen sei. So meint Shankara, dass folgende Übertragung unvollständig und nicht ganz richtig ist:

„Das wahre Brahman heißt Prana (Lebenskraft) und dies ist der alleinige Gott. Sämtliche Gottheiten sind nur verschiedene Manifestationen von Prana. Wer sich mit Prana im Einklang befindet, der erreicht die Devas.“

Adi Shankara erinnert sodann den Leser, dass die Aitareya-Upanishad in ihrem Kontext studiert werden muss, der im ersten Mantra mit ātmā vā idameka (आत्मा वा इदमेक) beginnt. Sie beginnt nicht mit „Ich bin am Leben – und daher Gott“. Vielmehr lässt der Kontext keinerlei Zweifel aufkommen, dass „der Atman existiert und ich Bewusstsein bin“. Der Weg zur Befreiung und zur Freiheit führt über die Selbstverwirklichung des eigenen Atmans und die Erkenntnis, dass der Atman mit dem Universellen Selbst eine Einheit bildet. „Kenne dich selbst und habe Respekt vor dir selbst !“ Weiter erklärt Adi Shankara, dass Rituale, Opferhandlungen und verdienstheischendes Karma (religiöse Anbetung) nicht zur Befreiung führen. Weise vollziehen keine dieser Handlungen und auch keine Rituale wie z. B. Agnihotra. Sie verlangen vielmehr nach dem Atman und versuchen, ihr eigenes Wesen und ihr eigenes inneres Selbst zu verstehen. Befreiung (Moksha) wird erst dann erlangt, wenn jemand Wissen um das Selbst erfährt und sein eigenes Bewusstsein voll erkannt hat.
Die erste Übersetzung der Aitareya-Upanishad ins Englische wurde im Jahr 1805 von Henry Thomas Colebrooke veröffentlicht. Danach folgten andere Übersetzer wie Friedrich Max Müller, Paul Deussen, Charles Johnston, Nikhilananda, Gambhirananda, Swami Sarvananda, Patrick Olivelle und Bhānu Swami (mit einem Kommentar von Śrī Raṅgarāmānujācārya).